# Leonin Pineda
Leonin Pineda Velázquez (Arcelia, Guerrero, 30 de noviembre de 1985) es un futbolista mexicano. Juega de portero y su último equipo fue el Atlético Jalisco de la Liga de Balompié Mexicano.

## Trayectoria
Debutó con el Socio Águila Fútbol Club  de la 1ªdivisión A de México y se ha consolidado como titular en equipos de 1ªdivisión y de la Liga de Ascenso.

## Clubes
| Club                        | País   | Año         |
| --------------------------- | ------ | ----------- |
| Socio Águila Fútbol Club    | México | 2006 - 2009 |
| América Sub-20              | México | 2009 - 2010 |
| Club Tijuana                | México | 2010 - 2011 |
| Club América                | México | 2011 - 2012 |
| Reboceros de La Piedad      | México | 2012 - 2013 |
| Tiburones Rojos de Veracruz | México | 2013 - 2015 |
| Atlético San Luis           | México | 2015 - 2016 |
| Potros de la UAEM           | México | 2016 - 2018 |
| Tampico Madero FC           | México | 2018        |
| Potros de la UAEM           | México | 2019 - 2020 |
| Atlético Jalisco            | México | 2020        |

## Palmarés
| Título             | Club    | País   | Año  |
| ------------------ | ------- | ------ | ---- |
| Liga de Ascenso    | Tijuana | México | 2011 |
| Campeón de Ascenso | Tijuana | México | 2011 |